# هدال استاوکرک

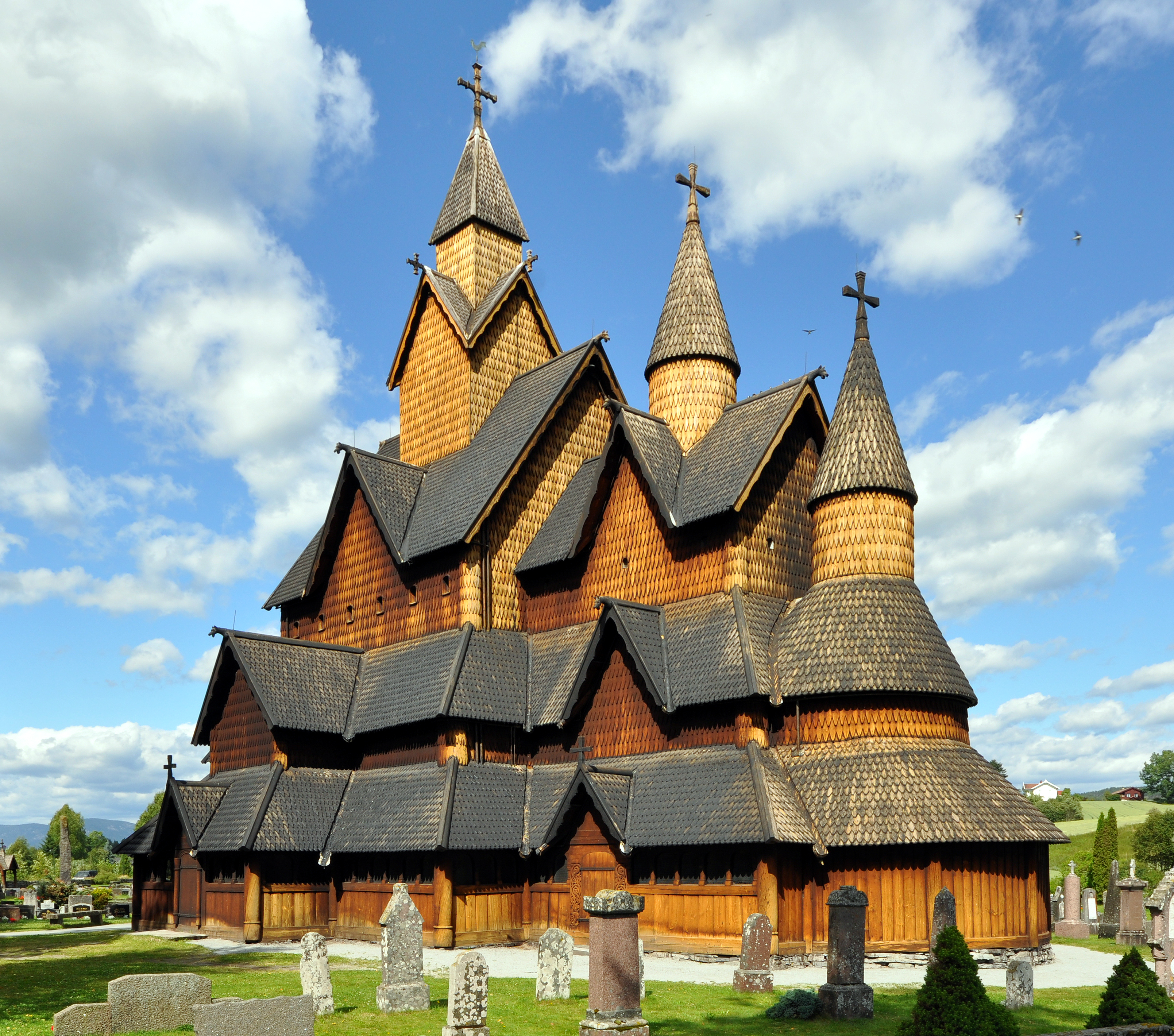
نمای بیرونی کلیسا

هدال استاوکرک کلیسایی چوبی است که در دهکده هدال، واقع در استان ناتودن، در جنوب نروژ قرار دارد. این کلیسا در اوایل سده سیزدهم میلادی بنا شد. این ساختمان بین سال‌های ۱۸۴۹ تا ۱۸۵۱ بازسازی گردید. هدال استاوکرک بزرگ‌ترین کلیسای چوبی قرون وسطایی نروژ است.

## یادداشت
1. ↑  به کلیساهای چوبی قرون وسطایی در اصطلاح استاو چرچ (stave church) یا کلیساهای استاو می‌گویند.